# Hydra (eiland)

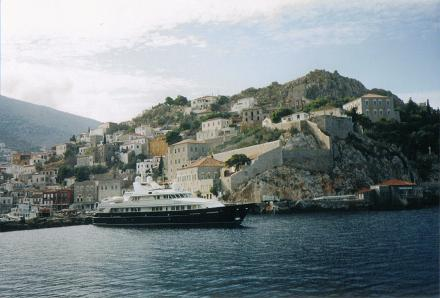
Hydra

Hydra (Grieks: Ύδρα, Ýdra) is een Grieks eiland en gemeente (dimos) in het noorden van de Egeïsche Zee, niet ver van de hoofdstad Athene en steden als Nauplion en Korinthe. Het behoort tot de Saronische Eilanden. Hydra had in 2011 1980 inwoners.
Bestuurlijk behoort de gemeente Hydra vanaf 2011 tot de regionale eenheid (periferiaki enotita) Nisia, bestuurlijke regio (periferia) Attica.
Elk jaar wordt in oktober een Rebetikafestival (Griekse blues) gehouden.
De bevolking leeft voornamelijk van toerisme, vooral veel inwoners van Athene bezoeken het autovrije eiland. Vervoer van personen en goederen gebeurt er per ezel. Nogal wat rijke mensen leven teruggetrokken op Hydra. Ook de visvangst is een belangrijke bron van inkomsten.
Er zijn veerverbindingen tussen dit eiland en Piraeus, de havenstad bij Athene, en verder ook met de eilanden Poros, Spetses en Egina. Daarnaast is er een veerverbinding met de stad Ermioni.